# 홍득기
홍득기(洪得箕, 1635년 음력 11월 27일 ~ 1673년 음력 11월 26일)는 조선의 문신이자 부마이다. 효종의 둘째 딸인 숙안공주와 혼인하여 익평위(益平尉)에 봉해졌다. 병자호란때 전사한 홍명구의 손자이다.

## 생애

### 출생과 가계
1635년(인조 13년) 11월 27일, 홍중보(洪重普)와 어머니 한산 이씨(韓山 李氏) 사이에서 태어났다. 본관은 남양이며, 고려 공민왕의 외조부인 홍규(洪奎)의 후손이다.
할아버지는 평안도 관찰사를 지낸 남녕군(南寧君) 홍명구(洪命耉)이며, 병자호란 당시 강원도 김화(金化)에서 전사하였다.

### 혼인과 부마 책봉
1648년(인조 26년), 의빈(儀賓) 간택에 들었으며, 1649년(인조 27년) 당시 세자였던 봉림대군(효종)의 둘째 딸인 숙안군주(숙안공주)의 부마로 결정되어 익평부위(益平副尉)에 책봉되었다.
 
- 인조 : "너의 조부(홍명구)가 순절(殉節)할 때에 류림(柳琳)이 구해주지 않았는데 류림을 원수로 여기는가?"
- 홍득기 : "류림은 가까스로 도망쳐 목숨을 건졌으니, 남을 구할 겨를이 없었습니다."

이해에 인조가 승하하자, 인조의 3년상을 치르고 혼례를 올릴 예정이었으나, 청나라의 도르곤이 구혼칙서를 보내 조선의 공주나 왕녀와 혼인할 뜻을 내비치자, 1650년(효종 1년) 11월, 효종은 절차를 간략히 하여 홍득기와 숙안공주(淑安公主)의 가례를 행하였다. 이후 숙안공주와의 사이에서 아들 홍치상(洪致祥)을 낳았다.

### 행적
익평위 홍득기와 숙안공주 부부는 민간의 토지를 탈취하고, 크고 작은 여러 가지 문제를 일으켜 백성들에게 폐를 끼쳤다. 또한 수차례 저택 공사 등으로 대간의 탄핵을 받았으나 이때마다 효종과 현종이 비호하였다.
 
“익평위(益平尉) 홍득기(洪得箕)의 궁노(宮奴)가 우금(牛禁)을 범해 놓고도
 이를 단속한 관리를 마구 때렸는가 하면,
 또 궁노를 이끌고 본조 참의 이척연(李惕然)의 집에 가서 난동을 부렸으니,
 이는 예나 지금이나 없던 변고입니다.
 궁노를 엄하게 다스려 법을 무시하고 제멋대로 행동하는 풍조를 징계하소서.”— 《효종실록》 8권,
효종 3년(1652년 청 순치(順治) 9년) 1월 12일 (을유)

 
"익평(益平, 홍득기)의 궁노(宮奴)는 완산(完山) 등에 전장(田庄)을 설치하고
 청평(靑平, 심익현)의 궁노는 호내(湖內) 등에 전장을 설치하였다 합니다.
 나라안의 작은 전지라도 어찌 임금의 땅이 아니겠습니까.
 산택(山澤)이 개간되지 않았다면 그만이겠으나,
 개간되었다면 백성이 그 가운데에서 대대로 갈아먹되
 공전(公田) 사전을 가리지 못하는 것이 어찌 한정이 있겠습니까.
 입안(立案)하여 준 내수사 소속의 기름진 전토가 분명히 부족한 것이 아닌데,
 무슨 까닭으로 불분명한 민전을 침탈하여 그 근방에 사는 신구(新舊) 백성이
 집을 헐리고 살곳을 찾아 이곳 저곳 떠돌아다니게 합니까."— 《효종실록》 9권,
효종 3년(1652년 청 순치(順治) 9년) 11월 13일 (신사)

1660년(현종 원년), 사신으로 청나라 연경에 다녀왔다. 이듬해에 광덕대부(光德大夫)로 직위가 올랐다.
1666년(현종 7년) 3월, 현종이 온양온천에 행차할 때 배행하여 호위한 공으로 성록대부(成祿大夫)에 진봉되었다. 같은해 12월 동서인 동평위 정재륜과 함께 탄핵되었다. 홍득기와 정재륜의 가노와 포수 등이 국경을 넘어 사냥한 일로 처벌된지 얼마 되지 않았음에도 불구하고 함경도 등지에서 사냥을 하여 피물을 싣고 돌아오다 붙잡히는 일이 발생하였기 때문이다.
 
"북변에 사건이 발생하는 것은 대부분 삼(蔘)과 사냥 때문입니다.
 지난번에 동평위(東平尉) 정재륜(鄭載崙, 숙정공주의 남편)의 가노(家奴)가
 국경을 넘어 사냥한 일에 대해 이제 막 처벌되었는데,
 지금 들으니 익평(益平) · 동평(東平) 두 궁의 궁노와 포수 4명이
 삼수, 갑산 등지에 들어가 사냥을 하여 피물(皮物)을 많이 싣고
 사잇길로 몰래 돌아오다가 감사에게 발각되어 현재 안변(安邊)에 잡혀 있다 합니다.
 그중에는 병조의 공문을 가진 자도 있었는데, 그 공문에 이르기를
 ‘포수 아무개 등이 지나는 곳의 각 관아는 금지하지 말라.’ 고 하였습니다.
 홍득기(洪得箕)와 정재륜 등이 가노를 들여보내 변방의 금지령을 함부로 범하여
 백성들이 본받게 한 것만도 이미 매우 놀라운데,
 병조에서 금지하지 말라는 공문을 작성해 주었으니 역시 매우 불가한 일입니다.
 이러한데도 그냥 놔두면 뒤폐단을 막기가 어렵습니다.
 홍득기 · 정재륜 및 병조의 당해 당상을 파직하도록 명하소서."
하니, 왕이 우선 추고만 하라고 명하였다.— 《현종실록》 13권,
현종 7년(1666년 청 강희(康熙) 5년) 12월 5일 (신해)

### 사망
1673년(현종 14년) 11월 26일 졸하였다.
부음이 전해지자 현종은 매우 슬퍼하며 3일간 조회를 중지하고 장례에 필요한 물품을 공급하고 사후 3년 동안 녹봉을 지급하였다. 당시 세자였던 숙종 또한 내시를 보내 치조하였다. 여주 소유곡에 장사지냈다가 이천 설봉산으로 이장하였다. 후에 숙안공주와 합장하였다.

## 가족 관계
| - 조부 : 홍명구(洪命耉, 1596 ~ 1637) - 조모 : 평산 신씨(平山 申氏) - 신감(申鑑)의 딸 - 아버지 : 홍중보(洪重普, 1612 ~ 1671) - 외조부 : 이현영(李顯英, 1573 ~ 1642) - 외조모 : 진주 유씨(晉州 柳氏, 1575 ~ 1620) - 유사규(柳思規)의 딸 - 어머니 : 한산 이씨(韓山 李氏, 1612 ~ 1682) | - 아내 : 숙안공주(淑安公主, 1636 ~ 1697) - 아들 : 홍치상(洪致祥, 1654 ~ 1689) - 기사환국 때 처형됨 - 며느리 : 전주 이씨(全州 李氏, ? ~ 1674) - 이정영(李正英)의 딸 - 손자 : 홍태유(洪泰猷, 1672 ~ 1715) - 손자부 : 전의 이씨(全義 李氏, 1672 ~ 1747) - 이징하(李徵夏)의 딸 - 며느리 : 창원 황씨(昌原 黃氏) - 황진(黃璡)의 딸 - 손녀 : 홍씨(洪氏) - 심증현(沈曾賢)의 처 - 손녀 : 홍씨(洪氏) - 신사성(申思聖)의 처 - 서손녀 : 홍씨(洪氏) - 신영(申瑩)의 처 |